# Coelotes mohrii
Coelotes mohrii là một loài nhện trong họ Amaurobiidae.
Loài này thuộc chi Coelotes. Coelotes mohrii được miêu tả năm 2009 bởi Nishikawa.